# The Stanley Brothers
The Stanley Brothers bylo americké bluegrassové duo, které tvořili dva bratři: Carter Stanley a Ralph Stanley.

## Hudební životopis
Carter a Ralph Stanleyovi se narodili v Clinch Mountains ve Dickenson County ve Virgini.
Žili na malé farmě v McClure ve svém rodném kraji.
Hudba ovlivňovala jejich život již od svého dětství, kdy poslouchali Monroe Brothers, J. E. Mainer's Mountaineers a Grand Ole Opry v místním rozhlasu.
Založili svoji první kapelu Lazy Ramblers, a vystupovali jako duo v WJHL rádiu v Johnson City v Tennessee. Druhá světová válka však jejich hudební kariéru na čas přerušila, svoji hudební značku mohli etablovat a vyprofilovat až po svém návratu z vojenské služby v americké armádě.
Po válce vytvořili skupinu s názvem Clinch Mountain Boys, v roce 1946 jako jedna z prvních skupin začali kopírovat zvuk kapely Billa Monroea. Carter hrál na kytaru a zpíval vedoucí (hlavní) vokály, jeho bratr Ralph hrál na banjo a zpíval silným vysokým hlasem v tenorové poloze.
Dalšími členy této skupiny byli Darrell "Pee Wee" Lambert hrající na mandolinu a Bobby Sumner na housle. Sumnera brzy nahradil Leslie Keith. 26. prosince 1946 skupina začala pravidelně vystupovat v rozhlasové stanici WCYB v Bristolu v Tennessee
jako stálý host rozhlasového pořadu "Farm and Fun Time". Jejich první nahrávky pocházejí z roku 1947, které byly pořízeny ve firmě Rich-R-Tone Records, která také vznikla před rokem. Jejich nahrávky se od počátku dobře prodávaly, zejména regionálně. Ralph tehdy hrál na pětistrunné banjo pouze dvěma prsty a to i na koncertech i při nahrávání, ale v roce 1948 přešel na dnes již klasický tříprstý styl, který právě tehdy velmi zpopularizoval Earl Scruggs. Od března 1949 začali nahrávat u firmy Columbia Records.
V této době Bill Monroe nebyl nijak zvlášť nadšený ze skupin jako byli právě Stanley Brothers nebo Flatt & Scruggs. Měl totiž za to, že mu "ukradli" jeho hudbu tím, že ji kopírovali a toto tehdy vnímal také jako určitou ekonomickou hrozbu a nekalou hudební konkurenci." Po finanční stránce byly tyto začátky velmi těžké, což nakonec vedlo k tomu, že v roce 1950 museli bratři udělat malou přestávku ve své hudební kariéře a začali pracovat ve firmě Ford Motor Company v Detroitu. Nakonec se ale Bill Monroe a bratři Stanleyovi v roce 1951 stali přáteli, Carter s Billem v létě 1951 také několik měsíců vystupoval, neboť v srpnu 1951 se jeho bratr Ralph vážně zranil při těžké automobilové nehodě, která málem ukončila navždy jeho hudební kariéru. Po jeho uzdravení se Carter s Ralphem vrátili ke své vlastní původní skupině Clinch Mountain Boys.
Nicméně popularita bluegrassu na počátku 50. let trvale rostla a Stanley Brothers se přestěhovali do Live Oaku na Floridě, kde pak v letech 1958 až 1962 pravidelně vystupovali v týdenním tříhodinovém rozhlasovém pořadu Suwannee River Jamboree radio show vysílaném na stanici WNER, která tehdy působila a byla populární na celém jihovýchodu USA. V roce 1966 podnikli bratři turné po Evropě a po svém návratu domů dál pokračovali až do Carterovy smrti v prosinci 1966.
Oba bratři napsali mnoho svých vlastních písní. Zejména Carter uměl napsat zdánlivě jednoduché, ale velmi silně emotivní písně. Jejich styl lze jednoduše označit za tradiční horalský styl ("mountain soul") a zvuk, který zůstal blízký primitivní baptistické vokální stylizaci, kterou se oba naučili doma především od svých rodičů v jejich domě v jihovýchodní Virginii. Ralph často užívá označení jejich hudby "...old-time, horský styl, který se nazývá 'bluegrass' music", což bratry Stanleyovi zvukově výrazně odlišuje od hlavního bluegrassového proudu. Později byl tento tradiční styl výrazně doplněn kytarovými sóly výrazného představitele pikerského (crosspicking) kytarového stylu George Shufflera.

## Obnovená kapela
Později Ralph oživil Clinch Mountain Boys dalšími hudebníky. Mezi hudebníky, kteří si zahráli v těchto obnovených Clinch Mountain Boys patřili Ricky Skaggs, Keith Whitley, Larry Sparks, Curly Ray Cline, Jack Cooke, Roy Lee Centers, Charlie Sizemore, Ray Goins, and Ralph Stanley II. Ralphova hudební kariéra byla v roce 2000 výrazně oživena a podpořena velice úspěšným vystupováním ve filmu Bratříčku, kde jsi?. V roce 1992 byli The Stanley Brothers uvedeni do Mezinárodní bluegrassové síně slávy. V roce 2005 uvedlo divadlo The Barter State Theatre of Virginia premiéru původní divadelní hry "Man of Constant Sorrow: The Story of the Stanley Brothers" (příběh Stanley Brothers), kterou napsal Dr. Douglas Pote.

## Vybrané nahrávky
Mezi nejlepší nahrávky tohoto bratrského dua patří:
- I'm A Man of Constant Sorrow (Columbia 20816, Rec: Nov. 3, 1950, Released: May, 1951)
- Rank Stranger
- Angel Band (1955)
- How Mountain Girls Can Love
- How Far to Little Rock? (novelty)
- Still trying to get to Little Rock (novelty)
- Ridin' That Midnite Train
- Clinch Mountain Backstep
- She's More To Be Pitied
- The Memory of Your Smile
- Love Me Darlin' Just Tonight

## Clinch Mountain Boys Members
- Carter Stanley (kytara)
- Ralph Stanley (banjo)
- Darrell "Pee Wee" Lambert (mandolina)
- Jim Williams (mandolina)
- Curly Lambert (mandolina, kytara)
- Leslie Keith (housle)
- Robert "Bobby" Sumner (housle)
- Les Woodie (housle)
- Ralph Mayo (housle, kytara)
- Chubby Anthony (housle)
- Art Stamper (housle)
- Joe Meadows (housle)
- Paul Moon Mullins (housle)
- Red Stanley (housle)
- Don Miller (housle)
- Vernon Derrick (housle, kytara)
- Curly Ray Cline (housle)
- James "Jay" Hughes (kontrabas)
- Ernie Newton (kontrabas)
- James Stripling (kontrabas)
- Mike Seeger (kontrabas)
- Charlie Cline (kytara)
- Bill Napier (kytara, mandolina)
- George Shuffler (kytara, kontrabas)
- Larry Sparks (kytara)
- Keith Whitley (guitar)
- Ricky Skaggs (kytara, mandolina)
- Ernie Thacker (kytara, vedoucí vokál)

## Diskografie

### 78 otáček
| Rok  | Titul                                                                 | Vydavatel   | Číslo     |
| 1947 | "Mother No Longer Awaits Me at Home" / "The Girl Behind the Bar"      | Rich-R-Tone | 420       |
| 1948 | "Little Maggie" / "The Little Glass of Wine"                          | Rich-R-Tone | 423       |
| 1948 | "The Rambler's Blues" / "Molly and Tenbrooks"                         | Rich-R-Tone | 418       |
| 1949 | "The Jealous Lover" / "Our Darling's Gone"                            | Rich-R-Tone | 435       |
| 1949 | "The White Dove" / "Gathering Flowers for the Master's Bouquet"       | Columbia    | 20577     |
| 1949 | "Little Glass of Wine" / "Let Me Be Your Friend"                      | Columbia    | 20590     |
| 1949 | "The Angels Are Singing (In Heaven Tonight)" / "It's Never Too Late"  | Columbia    | 20617     |
| 1949 | "A Vision of Mother" / "Have You Someone (In Heaven Awaiting)"        | Columbia    | 20647     |
| 1950 | "The Old Home" / "The Fields Have Turned Brown"                       | Columbia    | 20667     |
| 1950 | "Death is Only a Dream" / "I Can Tell You the Time"                   | Rich-R-Tone | 466       |
| 1950 | "I Love No One But You" / "Too Late to Cry"                           | Columbia    | 20697     |
| 1950 | "We'll Be Sweethearts in Heaven" / "The Drunkard's Hell"              | Columbia    | 20735     |
| 1950 | "Hey! Hey! Hey!" / "Pretty Polly"                                     | Columbia    | 20770     |
| 1951 | "The Lonesome River" / "I'm a Man of Constant Sorrow"                 | Columbia    | 20816     |
| 1952 | "Sweetest Love" / "The Wandering Boy"                                 | Columbia    | 20953     |
| 1952 | "Little Girl and the Dreadful Snake" / "Are You Waiting Just for Me?" | Rich-R-Tone | 1055      |
| 1952 | "Little Glass of Wine" / "Little Birdie"                              | Rich-R-Tone | 1056      |
| 1953 | "This Weary Heart You Stole Away" / "I'm Lonesome Without You"        | Mercury     | 70217     |
| 1953 | "Say Won't You Be Mine" / "Our Last Goodbye"                          | Mercury     | 70270     |
| 1954 | "I Long To See The Old Folks" / "A Voice From On High"                | Mercury     | 70340     |
| 1954 | "Memories Of Mother" / "Could You Love Me One More Time"              | Mercury     | 70400     |
| 1954 | "Poison Lies" / "Dickson County Breakdown"                            | Mercury     | 70437-X45 |
| 1954 | "Blue Moon of Kentucky" / "I Just Got Wise"                           | Mercury     | 70453-X45 |
| 1954 | "Calling From Heaven" / "Harbor Of Love"                              | Mercury     | 70483-X45 |
| 1955 | "Hard Times" / "I Worship You"                                        | Mercury     | 70546-X45 |
| 1955 | "So Blue" / "You'd Better Get Right"                                  | Mercury     | 70612-X45 |
| 1955 | "Lonesome And Blue" / "Orange Blossom Special"                        | Mercury     | 70663-X45 |
| 1955 | "I Hear My Savior Calling" / "Just A Little Talk With Jesus"          | Mercury     | 70718-X45 |
| 1956 | "Nobody's Love Is Like Mine"/ "Big Tilda"                             | Mercury     | 70789-X45 |
| 1956 | "Baby Girl" / "Say You'll Take Me Back"                               | Mercury     | 70886-X45 |
| 1957 | "I'm Lost, I'll Never Find The Way" / "The Flood"                     | Mercury     | 71064-X45 |
| 1957 | "Fling Ding" / "Loving You Too Well"                                  | Mercury     | 71207-X45 |
| 1958 | "She's More To Be Pitied" / "Train 45"                                | King        | 5155      |
| 1958 | "Midnight Ramble" / "Love Me Darling Just Tonight"                    | King        | 5165      |
| 1959 | "Keep a Memory" / "Mastertone March"                                  | King        | 5180      |
| 1959 | "How Can We Thank Him" / "That Home Far Away"                         | King        | 5197      |
| 1959 | "The Memory of Your Smile" / "Suwanee River Hoedown"                  | King        | 5210      |
| 1959 | "The White Dove" / "Mother's Footsteps Guide Me On"                   | King        | 5233      |

### Alba v USA
| Rok  | Titul                                                                 | Vydavatel       | Číslo    | Popis                                                           |
| 1958 | Country Pickin' and Singin'                                           | Mercury         | MG-20349 |                                                                 |
| 1959 | Stanley Brothers & The Clinch Mountain Boys                           | King            | 615      |                                                                 |
| 1959 | Hymns and Sacred Songs                                                | King            | 645      |                                                                 |
| 1959 | Mountain Song Favorites Featuring 5 String Banjo                      | Starday         | SLP 106  | reissued 1964 as Nashville NLP-2014                             |
| 1960 | Sacred Songs From the Hills                                           | Starday         | SLP-122  |                                                                 |
| 1960 | The Stanley Brothers Sing Everybody's Country Favorites               | King            | 690      |                                                                 |
| 1960 | For the Good People - Sacred Songs                                    | King            | 698      |                                                                 |
| 1961 | The Stanley's In Person                                               | King            | 719      | Stereo                                                          |
| 1961 | Stanley Brothers Live At Antioch College - 1960                       | Vintage         | ZK 002   | limited edition of 500                                          |
| 1961 | Sing The Songs They Like Best                                         | King            | 772      |                                                                 |
| 1961 | The Stanley Brothers                                                  | Harmony         | HL-7291  | recorded in 1949                                                |
| 1961 | Old Country Church                                                    | Gusto           | 0084     |                                                                 |
| 1962 | Award Winners at the Folk Song Festival                               | King            | 791      | live                                                            |
| 1962 | Good Old Camp Meeting Songs                                           | King            | 805      |                                                                 |
| 1962 | The Mountain Music Sound of the Stanley Brothers                      | Starday         | SLP-201  |                                                                 |
| 1962 | Old Time Camp Meeting                                                 | King            | 750      |                                                                 |
| 1963 | Folk Concert from the Heart of America                                | King            | 834      | reissued as Hollywood HT-248, Just Because                      |
| 1963 | The Country Folk Music Spotlight                                      | King            | 864      |                                                                 |
| 1963 | The World's Finest Five String Banjo                                  | King            | 872      | alternate title: Banjo in the Hills                             |
| 1963 | Hard Times                                                            | Mercury         | MG 20884 | SR 60884 stereo                                                 |
| 1964 | Hymns of the Cross                                                    | King            | 918      | with George Shuffler                                            |
| 1965 | The Remarkable Stanley Brothers Play and Sing Bluegrass Songs for You | King            | 924      |                                                                 |
| 1965 | Songs of Mother and Home                                              | Wango           | LP 106   | reissued 1973 as County 738                                     |
| 1966 | The Stanley Brothers: Their Original Recordings                       | Melodeon        | MLP 7322 | 1947 Rich-R-Tone sessions, recorded in Bristol, Tennessee       |
| 1966 | A Collection of Original Gospel & Sacred Songs                        | King            | 963      | original title: The Greatest Country and Western Show On Earth  |
| 1966 | Jacob's Vision                                                        | Starday         | SLP-384  |                                                                 |
| 1966 | The Stanley Brothers Goes to Europe                                   | Rimrock         | RLP 200  |                                                                 |
| 1966 | The Angels Are Singing                                                | Harmony         | HL 7377  | HS 11177 stereo                                                 |
| 1966 | Carter & Ralph                                                        | Nashville       | NLP-2037 |                                                                 |
| 1966 | John's Gospel Quartet                                                 | Wango           | LP 103   | reissued 1977 as County 753                                     |
| 1966 | John's Country Quartet                                                | Wango           | LP 104   | reissued 1973 as County 739                                     |
| 1966 | John's Gospel Quartet                                                 | Wango           | LP 105   | reissued 1976 as County 754                                     |
| 1966 | Bluegrass Gospel Favorites                                            | Cabin Creek     | 203      |                                                                 |
| 1967 | Stanley Brothers Sing the Best-Loved Sacred Songs of Carter Stanley   | King            | 1013     |                                                                 |
| 1967 | An Empty Mansion: In Memory of Carter Stanley                         | Rimrock         | RLP 153  | reissued 1978 as Old Homestead 118                              |
| 1967 | A Beautiful Life                                                      | Rimrock         | RLP 200  | reissued 1978 as Old Homestead 119                              |
| 1967 | Gospel Singing As Pure As the Mountain Stream                         | Rimrock         | RLP 200  |                                                                 |
| 1969 | How Far To Little Rock                                                | King            | KLP-1046 |                                                                 |
| 1970 | Sweeter Than the Flowers                                              | Nashville       | NLP-2078 | also NA7-2046-2                                                 |
| 1970 | The Legendary Stanley Brothers, Recorded Live                         | Rebel           | SLP 1487 |                                                                 |
| 1970 | The Legendary Stanley Brothers, Recorded Live, Vol 2                  | Rebel           | SLP 1495 |                                                                 |
| 1971 | Together For the Last Time                                            | Lisa Joy        | 10329    | recorded live in 1956 and 1966, reissued 1972 as Rebel SLP 1512 |
| 1972 | On Radio - Great 1960 Radio Shows                                     | Rebel           | 1115     | recorded in Live Oak, Florida                                   |
| 1976 | Stanley Brothers on the Air                                           | Wango           | 115      |                                                                 |
| 1980 | Columbia Sessions Vol 1                                               | Rounder         | SS-09    |                                                                 |
| 1980 | Columbia Sessions Vol 2                                               | Rounder         | SS-10    |                                                                 |
| 1984 | On Radio Vol 1                                                        | County          | 780      |                                                                 |
| 1984 | On Radio Vol 2                                                        | County          | 781      |                                                                 |
| 1984 | Starday Sessions                                                      | County          | 106/107  |                                                                 |
| 1988 | The Stanley Brothers on WCYB Bristol Farm & Fun Time                  | Rebel           | 855      | recorded 1947                                                   |
| 1994 | Clinch Mountain Bluegrass                                             | Vanguard        | 77018-2  | live, Newport Folk Festival, 1959 and 1964                      |
| 1997 | Earliest Recordings                                                   | Rich-R-Tone     | 6004     | recorded 1947-1952                                              |
| 2004 | An Evening Long Ago                                                   | Columbia Legacy | CK-86747 | recorded in Bristol, VA, March 1956                             |
| 2004 | The Last Show of the Stanley Brothers - Brown County Jamboree         | Stanleytone     |          | recorded in Bean Blossom, IN, October 16, 1966                  |

### Video
| Rok  | Titul                                              | Vydavatel | Číslo | Popis                           |
| 2005 | Rainbow Quest: The Stanley Brothers and Doc Watson | Shanachie | 605   | DVD, season 1, episode 18, 1965 |

## Singly
| Rok  | Singl                    | US Country |
| ---- | ------------------------ | ---------- |
| 1960 | "How Far to Little Rock" | 17         |